# Manuel Olaguer Feliú y Azcuénaga

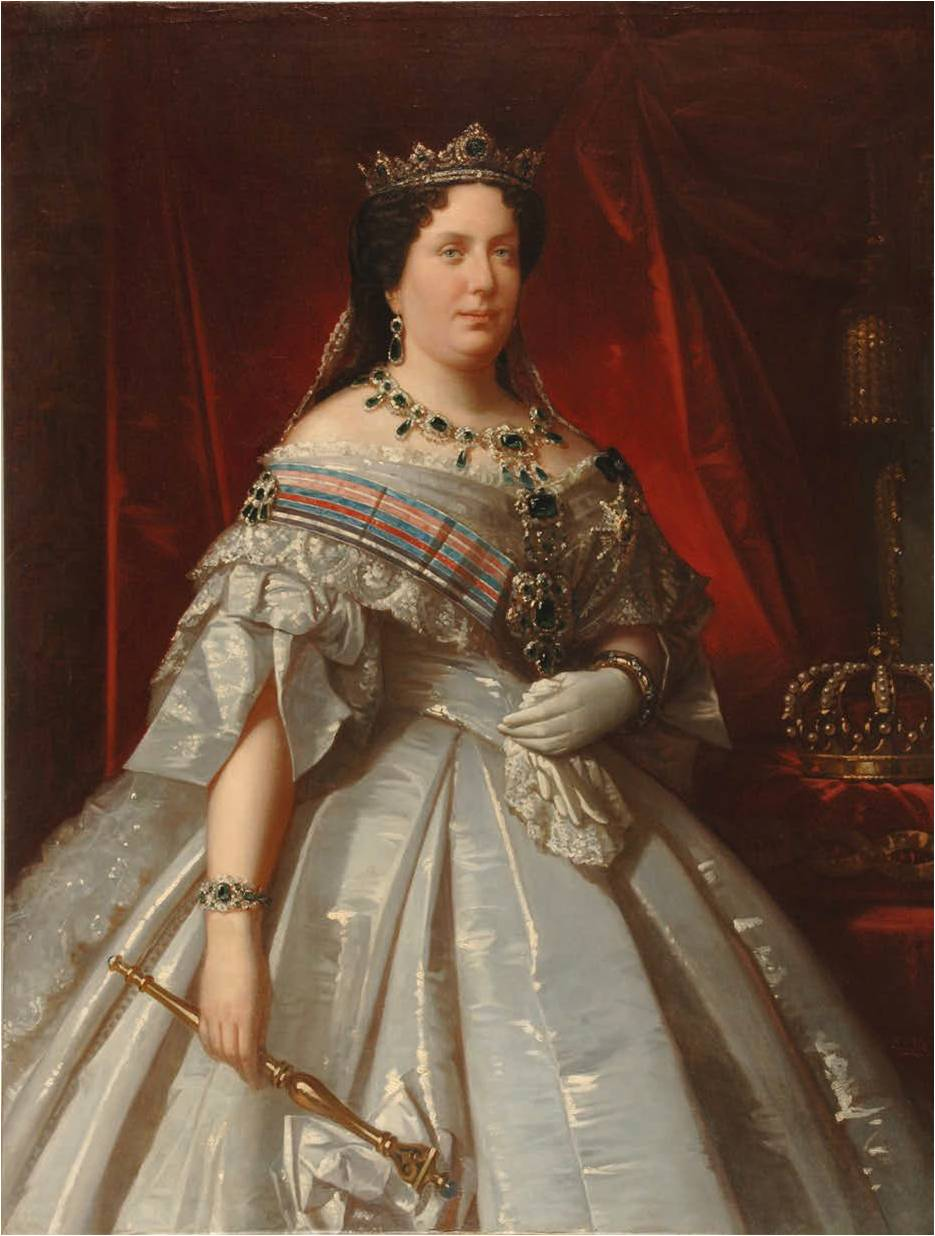
En 1847 el gobernador Olaguer Feliú dispuso la realización durante 4 días, de desfiles, fuegos de artificio, sainetes y diversos festejos en Camarines Sur, con motivo de la celebración del regio enlace de su majestad Isabel II con Francisco de Asís de Borbón.

Manuel Olaguer Feliú y Azcuénaga (Madrid, 1808 – La Coruña, 5 de junio de 1857) fue coronel del ejército español y gobernador de la provincia de Camarines Sur en Filipinas.

## Biografía
Hijo de Antonio Olaguer Feliú, natural de El Bierzo, León, España, sexto Virrey del Río de la Plata y Secretario de Estado y del Despacho de Guerra de Carlos IV y de la porteña Ana de Azcuénaga, hija del comerciante local Vicente de Azcuénaga, natural de Durango, Vizcaya, España.
El 3 de agosto de 1814 fue designado Caballero paje del rey Fernando VII permitiéndole acceder a una educación muy esmerada.
Ingresó en el ejército de España en enero de 1825, en la Guardia Real de Infantería.
En 1834 fue Teniente Coronel del regimiento de Flecheros, siendo nombrado Sargento Mayor. En 1838 fue segundo comandante del primer batallón del primer regimiento de la Guardia Real de Infantería.
En 1840 el Coronel Manuel Olaguer Feliú es designado jefe del Regimiento Fernando VII, 2.º de Línea, siendo destinado a Filipinas.
Fue condecorado con la Cruz de la real y distinguida Orden de Carlos III en 1846.
En 1847 fue designado gobernador político militar de la provincia de Camarines Sur en Filipinas.
En 1856 el coronel Olaguer Feliú es trasladado a España y es nombrado jefe del Regimiento de infantería Cantabria N.º 39.
Fallece en La Coruña en 1857.